# Chiese della Comunità comprensoriale Oltradige-Bassa Atesina
Questa voce include tutte le chiese cristiane situate entro i confini della comunità comprensoriale Oltradige-Bassa Atesina, nella provincia autonoma di Bolzano.
Gli edifici sono elencati in liste suddivise per comune; includono un'ottantina circa di chiese consacrate (sebbene non tutte officiate regolarmente), a cui si aggiungono oltre cinquanta cappelle e alcuni edifici di culto abbandonati o in rovina. Gli edifici di culto appartengono tutti alla confessione cattolica e fanno parte della diocesi di Bolzano-Bressanone.

## Comune di Aldino
| Esterno  | Interno | Nome | Periodo storico                               | Ubicazione                                           | Informazioni |
| -------- | ------- | --- | --------------------------------------------- | ---------------------------------------------------- | --- |
|          |         | Chiesa (o cappella) di San Francesco                                                                              | XX secolo                                     | Località Olmi 46°20′47.57″N 11°20′50.16″E            | Costruita nel 1925 e consacrata nel 1928. |
|          |         | Chiesa dell'Invenzione della Santa Croce, o di Santa Croce, San Giacomo e Sant'Elena, o dei Santi Giacomo e Elena | Citata XIV secolo, edificio odierno XV secolo | Aldino 46°22′06.93″N 11°21′15.25″E                   | Parrocchiale. Scavi archeologici hanno evidenziato la presenza di una chiesa a due absidi sul posto già nel XII secolo, forse anche prima, sostituita da una romanica, duecentesca ma attestata solo dal 1309. Essa venne completamente riedificata nella seconda metà del Quattrocento o intorno al 1500 (consacrazione nel 1512), ampliata nel 1841-42 allungandola verso ovest, aggiungendo la navata meridionale e ricostruendo il campanile, poi nel 1897 l'interno venne rifatto in stile neogotico. |
|          |         | Chiesa di San Volfango                                                                                            | XV secolo                                     | Redagno di Sopra 46°20′45.91″N 11°23′50.82″E         | Parrocchiale. Eretta nel corso del Quattrocento, venne ampliata nel Cinquecento. Nel 1601-03 è stato eretto il campanile e nel 1913 la navata è stata allungata di una campata, rifacendo la facciata, e contemporaneamente è stato rialzato il campanile. |
| Cappelle |         | |                                               |                                                      | |
|          |         | Cappella di Lourdes                                                                                               | XIX secolo                                    | Località Stadt 46°20′55.83″N 11°24′21.72″E           | Cappella di pertinenza di casa Thomaser, edificata nel XIX secolo. |
|          |         | Cappella della Madonna, o della Madonna di Marzo                                                                  |                                               | Località Eich 46°20′47.69″N 11°20′26.41″E            | Cappella di pertinenza del maso Ebner. |
|          |         | Cappella della Madonna del Soccorso                                                                               |                                               | Redagno di Sotto 46°20′18.63″N 11°23′07.87″E         | |
|          |         | Cappella di Santa Maria della Neve                                                                                | XVII secolo                                   | Località Thal 46°22′40.91″N 11°21′28.84″E            | Cappella di pertinenza della casa di villeggiatura della famiglia von Baroni. È stata eretta nel 1600 circa, con la sagrestia aggiunta in seguito. |
|          |         | Cappella di Santa Maria della Neve                                                                                | XX secolo                                     | Passo Oclini 46°20′49.53″N 11°27′02.88″E             | Costruita nel 1911. |
|          |         | Cappella di San Martino                                                                                           | Citata XVIII secolo                           | Località Burg 46°20′14.9″N 11°23′59.48″E             | Cappella di pertinenza del maso Bachnerhof; sicuramente esistente nel 1724, data segnata sopra la porta. |
|          |         | Cappella del cimitero                                                                                             |                                               | Aldino 46°22′07.87″N 11°21′15.3″E                    | Cappella cimiteriale di pertinenza della parrocchiale di Aldino. |
|          |         | |                                               | Presso il maso Schneider 46°21′58.57″N 11°22′56.76″E | Cappella di pertinenza del maso Schneider. |
|          |         | |                                               | Presso il maso Altwidum 46°22′20.76″N 11°21′16.72″E  | Cappella di pertinenza dell'antica canonica. |

## Comune di Andriano
| Esterno | Interno | Nome                    | Periodo storico                                 | Ubicazione                           | Informazioni |
| ------- | ------- | ----------------------- | ----------------------------------------------- | ------------------------------------ | --- |
|         |         | Chiesa di San Valentino | Citata XIII secolo, edificio odierno XIX secolo | Andriano 46°31′10.61″N 11°13′56.41″E | Parrocchiale. Documentata nel 1231 o nel 1253; gran parte del campanile risale a fine Duecento-inizio Trecento. Una nuova chiesa venne edificata nel 1520, reimpiegando la precedente come sagrestia poi; nel 1852-54 venne rifatta la navata, riutilizzando parte della precedente come coro, e nel 1883 la torre campanaria venne rialzata di un piano. |

## Comune di Anterivo
| Esterno | Interno | Nome                                                        | Periodo storico                                 | Ubicazione                                               | Informazioni |
| ------- | ------- | ----------------------------------------------------------- | ----------------------------------------------- | -------------------------------------------------------- | --- |
|         |         | Chiesa di Santa Caterina, o di Santa Caterina e San Giacomo | Fondata XIV secolo, edificio odierno XIX secolo | Anterivo, via Dr. Josef Noldin 46°16′33.3″N 11°21′54.6″E | Parrocchiale. Una prima chiesa romanica, risalente al 1325, venne ricostruita nel 1470, ampliata nel 1573 e infine riedificata completamente in forme neogotiche verso il 1874; fa eccezione il campanile, risalente alla struttura trecentesca, stato sopraelevato nel 1573 e dotato dell'attuale guglia nell'Ottocento. |

## Comune di Appiano sulla Strada del Vino
| Esterno  | Interno | Nome                                                                                          | Periodo storico                                     | Ubicazione                                                                               | Informazioni |
| -------- | ------- | --------------------------------------------------------------------------------------------- | --------------------------------------------------- | ---------------------------------------------------------------------------------------- | --- |
|          |         | Chiesa di Sant'Anna                                                                           | XVI secolo                                          | San Michele, via Sant'Anna 46°27′13.13″N 11°15′34.08″E                                   | Edificata all'inizio del Cinquecento; quando, nel 1842, l'edificio adiacente, già residenza Sprengheim, divenne un convento di suore terziarie francescane, la chiesa venne ampliata verso ovest. |
|          |         | Chiesa di Sant'Apollonia, o dei Santi Zeno e Apollonia                                        | Fondata XV secolo, edificio odierno XIX secolo      | Missiano, via Sant'Apollonia 46°29′01.44″N 11°15′17.22″E                                 | Una prima chiesa gotica, dedicata a san Zeno, sorse nel 1415, venendo rimaneggiata nel 1490; essa venne riedificata, risparmiando il campanile, nel 1841-43. |
|          |         | Chiesa dell'Assunta, o di Santa Maria Assunta                                                 | XIX secolo                                          | San Paolo, via Castel Guardia 46°28′13.86″N 11°15′54″E                                   | La chiesa venne costruita nel 1902-03 su progetto di Ferdinand Mugenast, dopo che, nel 1883 negli edifici adiacenti (preesistenti) era stato fondato un convento cistercense; la benedizione avvenne nel 1904. |
|          |         | Chiesa della Conversione di San Paolo                                                         | Citata XII secolo, edificio odierno XV-XVI secolo   | San Paolo, piazza San Paolo 46°28′20.14″N 11°15′41.22″E                                  | Parrocchiale. Documentata già dal 1147, la chiesa attuale sorse lentamente e faticosamente tra il 1460-61 e il 1550, con la cima del campanile terminata solo tra il 1633 e il 1647. Accanto alla chiesa ne sorgeva dal 1269 una più piccola, intitolata a san Pietro e tenuta dell'ordine teutonico, che dal 1718 è stata trasformata in sagrestia dell'altra. |
|          |         | Chiesa della Santa Croce                                                                      | XIX secolo                                          | Colterenzio, via Colterenzio 46°27′26.62″N 11°17′38.17″E                                 | Una prima cappellina sorse a inizio Ottocento, e nel 1823 venne dotata di sagrestia e campanile; venne quindi riedificata nel 1832. |
|          |         | Chiesa di Santa Croce, o del Calvario, o cappella della Madonna Addolorata sul Monte Calvario | XVIII secolo                                        | Colle Clivo o Gleif, o monte Calvario, a ovest di San Michele 46°27′18.59″N 11°15′07.2″E | È uno dei numerosi "calvari" costruiti a imitazione di quello tardo-seicentesco di Bolzano, lì come ad Appiano per iniziativa dei Cappuccini; le sette cappelle della via Crucis vennero erette nel 1716 (altre due seguirono nell'Ottocento), mentre la chiesa sorse tra il 1718 e il 1720. Chiusa per le disposizioni giuseppine nel 1786, riaprì nel 1792. |
|          |         | Chiesa di San Giuseppe                                                                        | XIX secolo                                          | Frangarto, via Castelfirmiano 46°28′41.62″N 11°17′48.15″E                                | Parrocchiale. Costruita nel 1894-95, ereditò l'intitolazione da una cappella seicentesca che era annessa al maso Bernardhof o Arnoldhof. |
|          |         | Chiesa di San Giuseppe                                                                        | XIX secolo                                          | San Michele, via Stazione 46°27′17.63″N 11°15′38.76″E                                    | Chiesa del convento dei domenicani, costruita nel 1883-86 su progetto di Anton von Geppert. Danneggiata da un attentato dinamitardo nel 1988, venne riparata entro il 1993; dopo la chiusura del convento nel 2005 è stata acquistata dal comune. |
|          |         | Chiesa di Santa Giustina                                                                      | Fondata XIV secolo, edificio odierno XVII secolo    | Monte, via Missiano 46°28′18.32″N 11°15′03.88″E                                          | Una prima chiesa romanica, voluta dalla famiglia Boymont, venne edificata a partire dal 1327; le forme attuali derivano da un ampliamento o ricostruzione nel 1645-49, eccetto le finestre e il portale che sono del 1768. |
|          |         | Chiesa di Santa Lucia                                                                         | Citata XIII secolo, edificio odierno XVI secolo     | San Paolo, via Castel Guardia 46°28′13.45″N 11°15′47.24″E                                | Chiesa cimiteriale. Un luogo di culto sul sito è documentato già nel 1241; la chiesa odierna sorse per volontà dei conti Khuen-Belasi nel 1584 (di cui doveva essere cappella sepolcrale), venendo consacrata a santa Lucia nel 1612. |
|          |         | Chiesa della Madonna del Riposo, o della Natività di Maria, o di Maria Rast                   | XIX secolo                                          | San Michele, strada Madonna del Riposo 46°27′28.26″N 11°16′01.51″E                       | Edificata nel 1874-75 sul luogo di un antico cimitero, inglobando una cappella o edicola votiva del 1746. |
|          |         | Chiesa di San Martino                                                                         | Citata XIII secolo, edificio odierno XIX secolo     | Cornaiano, via San Martino 46°27′47.92″N 11°16′51.37″E                                   | Parrocchiale. Citata a partire dal 1234, è stata più volte rimaneggiata: aggiunta di una cappella dedicata a san Volfango nel 1423, sostituita da un'abside gotica nel 1457-62, nuova navata nel 1480-85. La chiesa è poi stata ricostruita completamente nel 1838. |
|          |         | Chiesa di San Michele                                                                         | Citata XIII secolo, edificio odierno XV secolo      | San Michele, via Monte 46°27′24.7″N 11°15′26.23″E                                        | Sul luogo esisteva una prima chiesa romanica altomedievale, citata per la prima volta nel 1237 ma sicuramente antecedente. Venne ricostruita nella prima metà del Duecento, dotata del campanile nel 1506, e poi ulteriormente ampliata intorno al 1520, costruendo l'abside poligonale e la volta a stella della navata, mentre nel 1610 venne aggiunta la cantoria. Il paese di San Michele era in origine parte della parrocchia di San Paolo, da cui venne staccato nel 1921: da quell'anno fino al 1970 questa chiesa fu la sede parrocchiale ufficiale, ma in realtà già dal 1810 le funzioni si celebravano nella più grande chiesa dei Cappuccini, mentre la chiesa di San Michele era impiegata come sala riunioni, scuola o ripostiglio; ad oggi è principalmente cappella mortuaria. |
|          |         | Chiesa di San Nicolò                                                                          | XV secolo                                           | Riva di Sotto, via Pillhof 46°29′28.77″N 11°15′35.07″E                                   | Costruita verso il 1500 e consacrata nel 1512, è dedicata a san Nicolò, patrono di viandanti e commercianti, forse per via della vicina stazione doganale; il vestibolo e il campanile sono aggiunte seicentesche. |
|          |         | Chiesa dei Quattordici Santi Ausiliatori                                                      | Documentata XI secolo, edificio odierno XVII secolo | Gaido 46°30′44.59″N 11°12′37.26″E                                                        | Costruita nel 1638 per volontà del nobile Eustach Franzin von Zinnenberg, al posto di un santuario altomedievale (sicuramente antecedente al 1000) dedicato ai santi martiri d'Anaunia. |
|          |         | Chiesa dei Re Magi                                                                            | XV secolo                                           | Monticolo 46°25′03.81″N 11°16′37.57″E                                                    | Costruita verso il 1470, con aggiunta del campanile intorno al 1518. |
|          |         | Chiesa del Sacro Cuore di Gesù                                                                | XX secolo                                           | Cornaiano, via Casa di Gesù 46°27′36.28″N 11°17′10.27″E                                  | Chiesa della casa di riposo Casa di Gesù (Jesuheim); una prima cappella venne eretta nel 1903, mentre l'attuale corpo romboidale è stato costruito nel 1968-71 e consacrato l'anno seguente. |
|          |         | Chiesa dei Santi Vigilio e Udalrico, o di San Vigilio                                         | Fondata XVIII secolo, edificio odierno XX secolo    | Predonico 46°29′52.84″N 11°13′44.64″E                                                    | Costruita insieme all'adiacente canonica nel 1799, per volontà del nobile Hieronymus von Vintschger, per sostituire la più antica chiesa che sorgeva sul colle vicino. L'impianto attuale deriva da un radicale ampliamento del 1992. |
|          |         | Chiesa della Visitazione di Maria                                                             | Fondata XVII secolo, edificio odierno XX secolo     | San Michele, via Cappuccini 46°27′18.97″N 11°15′27.02″E                                  | Parrocchiale. Chiesa di un convento di cappuccini, edificata con esso nel 1638-42 e consacrata due anni dopo. Ospita le funzioni parrocchiali sin dal 1810, ma rimase sussidiaria fino alla chiusura del monastero nel 1970, quando venne acquistata dal comune, diventò ufficialmente chiesa parrocchiale e, nel 1973-74, venne ingrandita verso est. |
| Cappelle |         |                                                                                               |                                                     |                                                                                          | |
|          |         | Cappella di Sant'Andrea                                                                       | XVI secolo                                          | Monte, strada Masaccio 46°27′46.26″N 11°14′51.65″E                                       | Cappella del castel Freudenstein, edificata intorno al 1519 e consacrata nel 1532. |
|          |         | Cappella di Sant'Antonio Abate                                                                | XVI secolo                                          | Località isolata presso Ganda 46°26′27.87″N 11°15′57.32″E                                | Cappella di pertinenza dell'Ansitz Kreit, costruita a fine Cinquecento e ampliata nel 1661-68 con il grande coro. |
|          |         | Cappella di Santa Caterina                                                                    | XII secolo                                          | Castel d'Appiano 46°29′32.58″N 11°14′33.51″E                                             | Cappella del castel d'Appiano, consacrata nell'anno 1131 e affrescata nel corso del Duecento. |
|          |         | Cappella di Santa Caterina                                                                    | XVII secolo                                         | Castel Palù, 46°27′13.32″N 11°14′53.92″E                                                 | Cappella di Castel Palù (o Moos)-Schulthaus; un primo edificio tardoromanico venne ampliato o ricostruito all'inizio del Seicento; reimpiegata come abitazione nella seconda metà dell'Ottocento, è stata restaurata e restituita al culto nel 1987. |
|          |         | Cappella di Santa Croce                                                                       | XVII secolo                                         | Monte, strada Castel Monteriva 46°27′50.63″N 11°15′12.73″E                               | Cappella della residenza Reinsberg, edificata nel 1676-77. |
|          |         | Cappella di San Giovanni Battista                                                             | XVII secolo                                         | Piganò, via Sant'Anna 40 46°27′06″N 11°15′19.1″E                                         | Cappella della residenza Gleifheim, eretta all'inizio del Seicento. |
|          |         | Cappella della Madonna della Neve, o di Santa Maria della Neve                                | Fondata XVI secolo, edificio odierno XVII secolo    | Ganda 46°26′59.37″N 11°15′11.14″E                                                        | Cappella di Castel Ganda; un primo sacello sorse assieme al castello nel Cinquecento, ma venne demolito e ricostruito a fine Seicento (consacrazione 1698). |
|          |         | Cappella di Santa Maria                                                                       | XVII secolo                                         | San Michele, via Maderneto 46°27′38.64″N 11°15′35.31″E                                   | Cappella della residenza Thalegg, edificata nel 1640 circa. |
|          |         | Cappella di San Norberto, o dei Santi Norberto e Urbano                                       | XVII secolo                                         | San Paolo, strada Castel Guardia 46°28′14.01″N 11°15′53.61″E                             | Cappella costruita nel 1682, da inizio Novecento è collegata alla chiesa dell'Assunta, che le è stata costruita accanto. |
|          |         | Cappella della Presentazione di Maria, o di Maria                                             | XVII secolo                                         | Monte, via Monte 46°27′41.47″N 11°15′02.02″E                                             | Cappella del parco della residenza Rosengarten, costruita e affrescata verso il 1690. |
|          |         | Cappella di San Sebastiano                                                                    | XV secolo                                           | Castel Englar 46°27′06.73″N 11°15′02.09″E                                                | Cappella di pertinenza di castel Englar, consacrata nel 1475 e decorata all'inizio del Cinquecento. |
|          |         | Cappella dei Sette Dolori di Maria                                                            | XVII secolo                                         | Monte, via Monte 46°28′03.14″N 11°14′34.7″E                                              | Cappella di pertinenza del maso Hilber, edificata nel 1651 e restaurata nel 2021. |
|          |         | Cappella di San Valentino                                                                     | Citata XIII secolo, edificio odierno XV secolo      | Castel san Valentino 46°27′32.85″N 11°14′21.98″E                                         | Cappella di castel san Valentino, citata per la prima volta nel 1244 e ricostruita nel tardo Quattrocento. |
|          |         |                                                                                               | XIX secolo                                          | Predonico 46°29′48.2″N 11°13′51.33″E                                                     | Costruita all'inizio dell'Ottocento. |
|          |         | Cappella del cimitero                                                                         | XIX secolo                                          | Cornaiano, via Mulino 46°27′49.09″N 11°16′35.93″E                                        | Cappella cimiteriale, eretta nel 1876-77 come sacello funerario della famiglia Brigl. |
| Cappelle |         |                                                                                               |                                                     |                                                                                          | |
|          |         | Chiesa di San Vigilio                                                                         | VI secolo                                           | Presso Predonico 46°29′52.12″N 11°13′53.94″E                                             | Sorta nel VI secolo e rimaneggiata nel Medioevo, venne sostituita nel Settecento da una nuova chiesa nel paese di Predonico, andando quindi in rovina; il campanile venne demolito nel 1904. |

## Comune di Bronzolo
| Esterno  | Interno | Nome                                                   | Periodo storico                                   | Ubicazione                                                | Informazioni |
| -------- | ------- | ------------------------------------------------------ | ------------------------------------------------- | --------------------------------------------------------- | --- |
|          |         | Chiesa di San Leonardo                                 | Fondata XI-XII secolo, edificio odierno XV secolo | Bronzolo, piazza San Leonardo 46°24′08.87″N 11°19′09.17″E | Sul posto, dove sono stati trovati resti di un'abside preromanica (XI-XII secolo) come anche di strutture romane, sorse una chiesa romanica nel Trecento, documentata per la prima volta nel 1379. Risparmiando il campanile, essa venne ricostruita intorno al 1494. È stata parrocchiale di Bronzolo fino alla costruzione della chiesa del Santissimo Cuore di Gesù. |
|          |         | Chiesa del Santissimo Cuore di Gesù, o del Sacro Cuore | XX secolo                                         | Bronzolo, via Nazionale 46°24′15.26″N 11°19′11.8″E        | Parrocchiale. Costruita nel 1895-96 per sostituire l'antica chiesa di San Leonardo, divenuta troppo piccola, e consacrata l'anno seguente. |
| Cappelle |         |                                                        |                                                   |                                                           | |
|          |         |                                                        | Citata XVI secolo                                 | Bronzolo, piazza San Leonardo 46°24′08.89″N 11°19′10.01″E | Cappella del vecchio cimitero adiacente alla chiesa di San Leonardo, edificata nel Quattrocento e affrescata nel secolo seguente. |

## Comune di Caldaro sulla Strada del Vino
| Esterno                      | Interno | Nome                                                 | Periodo storico                                     | Ubicazione                                                                            | Informazioni |
| ---------------------------- | ------- | ---------------------------------------------------- | --------------------------------------------------- | ------------------------------------------------------------------------------------- | --- |
|                              |         | Chiesa di Sant'Antonio Abate                         | Citata XIII secolo, edificio odierno XV secolo      | Sant'Antonio, via Sant'Antonio 46°24′32.7″N 11°14′02.35″E                             | Una prima chiesa romanica, di cui restano tracce nelle fondamenta di navata e campanile, esisteva nel Duecento. Essa venne ampliata nel 1420-30, subendo ulteriori rimaneggiamenti a fine Quattrocento e nel Cinquecento. |
|                              |         | Chiesa di Sant'Antonio di Padova, o di Santa Claudia | XVII secolo                                         | Caldaro, piazza dei Rottenburg 46°24′46.73″N 11°14′38.76″E                            | Chiesa del convento dei francescani, costruita assieme ad esso nel 1640-43 sulle rovine del castello medievale dei Rottenburgo, che vennero donate ai frati da Claudia de' Medici (a cui si deve l'originale dedicazione a santa Claudia); nel 1722 venne aggiunto l'atrio, nel 1840 la cappella settentrionale, nel 1896 il protiro con la cappella di Lourdes. Dal 1974 la chiesa è intitolata a sant'Antonio di Padova. |
|                              |         | Chiesa di Santa Caterina                             | XV secolo                                           | Villa di Mezzo, via Prey 46°24′54.57″N 11°14′21.31″E                                  | Sul posto esisteva in origine una chiesa romanica, di cui non resta alcuna traccia; ricostruita nella seconda metà del Trecento o del Quattrocento, venne ulteriormente ampliata intorno al 1517-19; il campanile è quattrocentesco, anch'esso rimaneggiato nel Cinquecento. |
|                              |         | Chiesa della Santa Croce                             | XVIII secolo                                        | Località isolata a nord-est di Caldaro 46°25′14.62″N 11°15′13.87″E                    | Costruita nel 1720-23, per volontà dei cugini nobili Stephan Ignaz Sepp von Seppenburg e Joseph von Unterrichter. |
|                              |         | Chiesa di San Giovanni Battista                      | Citata XIV secolo, edificio odierno XVI secolo      | Pianizza di Sopra 46°26′11.36″N 11°14′52.12″E                                         | Una chiesa dedicata a san Floriano a Pianizza di Sopra viene citata nel 1351. L'edificio attuale, dedicato invece al Battista, sorse tra il 1581 e il 1586, venendo prolungato di una campata nel 1851. |
|                              |         | Chiesa di San Giuseppe al Lago                       | XVIII secolo                                        | San Giuseppe al Lago, strada del Vino 46°22′34″N 11°15′08.4″E                         | Costruita verso il 1700, venne consacrata nel 1749. A inizio Ottocento è stata ingrandita la sagrestia, allungata l'aula e costruita la torre campanaria. |
|                              |         | Chiesa dell'Immacolata Concezione                    | XVIII secolo                                        | Villa di Mezzo, via Maria von Mörl 46°24′46.54″N 11°14′24.44″E                        | Chiesa del convento delle suore terziarie francescane, edificata nel 1734. |
|                              |         | Chiesa di San Leonardo                               | Fondata XIII-XIV secolo, edificio odierno XV secolo | Pianizza di Sotto, strada del Vino 46°25′45.15″N 11°15′12.7″E                         | Si tratta di una "chiesa doppia", formata da una parte più piccola, circolare, intitolata a san Leonardo, e di una parte più grande dedicata alla santa Croce. Quella più antica è la cappella rotonda sul lato sinistro, risalente alla prima metà del Trecento e probabilmente legata ad un ospizio per viandanti. La chiesa odierna è un'aggiunta gotica eretta tra il 1420 e il 1429; essa venne dotata del protiro nel 1516 e del campaniletto nel 1840 (o 1880). |
|                              |         | Chiesa di Santa Maria Assunta                        | Fondata V-VI secolo, edificio odierno XVIII secolo  | Caldaro, via Andreas Hofer 46°24′48.54″N 11°14′47.87″E                                | Parrocchiale. Un sacello paleocristiano sorse sul luogo già nel V o nel VI secolo, ricostruito poi in epoca carolingia (VIII secolo). Probabilmente nell'XI secolo sorse una chiesa romanica, citata come pievana nel 1191 (nella lettera di San Vigilio), ricostruita dopo un incendio del 1373 (consacrazione nel 1378), e ampliata e rimaneggiata nella seconda metà del Quattrocento. È trecentesca la base del campanile, anch'esso alzato a più riprese, con la cuspide ultimata verso il 1500. Tra il 1791 e il 1793 l'edificio venne nuovamente riedificato, in stile neoclassico. |
|                              |         | Chiesa di San Nicolao della Flüe                     | XX secolo                                           | Presso la località "Campi di Golf" al passo della Mendola 46°24′32.44″N 11°12′50.02″E | Costruita nel 1967-68 su iniziativa di don Giuseppe Calliari. |
|                              |         | Chiesa di San Nicolò                                 | Fondata XII secolo, edificio odierno XVI secolo     | San Nicolò, via Heppenheim 46°25′05.3″N 11°13′57.75″E                                 | Chiesa risalente al XII secolo, e citata nel 1290, venne parzialmente rifatta a inizio Trecento, e quindi in gran parte ricostruita nel 1520-21, alzandola e rifacendo le volte; il secondo campanile, distaccato, è stato eretto nel 1880-85, perché si pensava che l'originale non potesse più sostenere il peso delle campane. |
|                              |         | Chiesa di San Rocco                                  | XVI secolo                                          | Pozzo 46°24′47.8″N 11°13′54.12″E                                                      | Costruita nel 1516 per ringraziare dell'assenza di vittime a seguito di un'epidemia di peste; nel corso del Seicento venne aggiunto il campanile. |
|                              |         | Chiesa di San Vigilio                                | Citata IX secolo, edificio odierno XV secolo        | Castelvecchio 46°22′38.72″N 11°14′22.94″E                                             | Una chiesa sul posto è attestata già nel IX secolo, ed è citata ancora nel 1288, nel 1326 e nel 1390. La costruzione odierna è frutto di un rifacimento gotico compiuto tra il 1491 e il 1497 (consacrazione nel 1510), con la volta rifatta nel 1597; il campanile invece è ancora quello antico. |
| Cappelle                     |         |                                                      |                                                     |                                                                                       | |
|                              |         | Cappella del Santo Spirito, o chiesa di San Giuseppe | XV secolo                                           | Caldaro, via Andreas Hofer 46°24′49.09″N 11°14′47.97″E                                | Cappella legata ad un ospitale medievale, costruita assieme ad esso a partire dal 1400 (consacrazione nel 1411); ampliata nel corso del Sei e del Settecento, venne parzialmente ricostruita (così come l'ospitale) nel 1840-41, venendo quindi dedicata a san Giuseppe. |
|                              |         | Cappella della Vergine Maria, o della Madonna        | XIX secolo                                          | Castelvecchio 46°22′28.52″N 11°14′19.57″E                                             | Costruita nel 1860 circa. |
|                              |         |                                                      | XVII secolo                                         | Località Manincor 46°23′29.62″N 11°15′20.52″E                                         | Cappella inglobata nella residenza Manincor (Ehrenhausen), con essa costruita nel 1608. |
| Chiese in rovina o scomparse |         |                                                      |                                                     |                                                                                       | |
|                              |         | Chiesa di San Giorgio                                | Citata XIII secolo                                  | Pianizza di Sopra 46°26′26.33″N 11°14′54.13″E                                         | Documentata per la prima volta nel 1237; venne chiusa nel 1786 con le disposizioni giuseppine, cadendo quindi in rovina: ne sopravvive in alzato solo parte del campanile. |
|                              |         | Cappella dei Santi Michele e Volfango                | Citata XIV secolo                                   | Caldaro, nel cimitero                                                                 | Cappella su due piani, menzionata già nel 1310 e rimasta in uso sino al 1786; la cripta era dedicata a san Volfango, e la cappella a piano terra a san Michele. Venne demolita nel 1791 per far spazio alla nuova chiesa parrocchiale, reimpiegandone i materiali, e sono ancora visibili alcuni lacerti delle mura. |
|                              |         | Basilica di San Pietro                               | IV-VI secolo                                        | Località isolata a nord-est di Castelvecchio 46°22′44.84″N 11°14′27.9″E               | Una delle chiese più antico di tutto il Tirolo meridionale, fondata tra il IV e il VI secolo; la prima citazione documentale è del 1191. Rimase in uso fino al 1782, quando venne chiusa per le disposizioni giuseppine, andando quindi in rovina. |
|                              |         | Cappella di San Sebastiano                           | XV secolo                                           | Caldaro, presso il cimitero                                                           | Edificata intorno al 1460 e più volte rimaneggiata; venne chiusa al culto per le disposizioni giuseppine nel 1786, adibita a deposito e infine demolita per far spazio al nuovo municipio. |

## Comune di Cortaccia sulla Strada del Vino
| Esterno  | Interno | Nome                                                                      | Periodo storico                                  | Ubicazione                                                  | Informazioni |
| -------- | ------- | ------------------------------------------------------------------------- | ------------------------------------------------ | ----------------------------------------------------------- | --- |
|          |         | Chiesa di San Giorgio                                                     | Citata XII secolo, edificio odierno XIV secolo   | Corona, via Indemauer 46°19′13.23″N 11°13′05.33″E           | Parrocchiale. Citata per la prima volta nel 1191 nella cosiddetta lettera di San Vigilio, e poi nel 1215; il campanile è quello duecentesco, ma la chiesa è stata ricostruita nel corso del Trecento, e ulteriormente rimaneggiata nel Cinquecento. |
|          |         | Chiesa di Santa Maria Ausiliatrice, o cappella della Madonna del Soccorso | XVII secolo                                      | Favogna di Sopra 46°16′49.27″N 11°10′32.12″E                | Costruita intorno al 1690 dalla famiglia von Fenner, è citata per la prima volta nel 1698; è stata restaurata nel 1974. |
|          |         | Chiesa di San Nicolò                                                      | Fondata XIV secolo, edificio odierno XVII secolo | Penone, via San Nicolò 46°18′12.83″N 11°12′04″E             | Parrocchiale. Una cappella sul luogo, eretta nella seconda metà del Trecento, è citata per la prima volta nel 1327 (o nel 1390); la navata venne rifatta nel Seicento, e ulteriormente prolungata verso ovest e affiancata da una laterale nel 1885-89. |
|          |         | Chiesa di San Vigilio                                                     | Fondata XI secolo                                | Cortaccia, vicolo Kirchgasse 46°18′45.44″N 11°13′25.72″E    | Parrocchiale. Un primo luogo di culto sorse probabilmente nell'XI secolo, ma le evidenze strutturali arrivano solo fino al Duecento (epoca a cui risale il campanile); la prima citazione è nella lettera di San Vigilio del 1191, seguita da altre nel 1296 e nel 1337. La chiesa venne rimaneggiata e parzialmente ricostruita più volte nei secoli successivi: il coro è del 1470, la volta della navata cinquecentesca; nel 1677 è documentato un ampliamento della sagrestia, e nel 1839-1845 il prolungamento verso ovest della navata con successivo rifacimento della facciata. |
| Cappelle |         |                                                                           |                                                  |                                                             | |
|          |         | Cappella di Sant'Anna                                                     | XVII secolo                                      | Cortaccia, via Angela Nikoletti 46°18′39.93″N 11°13′14.19″E | Cappella della residenza Strehlburg, fatta erigere da tal Caspar Indermaur nel 1615. |
|          |         | Cappella di Sant'Anna                                                     | XVII secolo                                      | Località Sant'Anna 46°17′53.68″N 11°11′19.48″E              | Cappella della residenza Fennhals, costruita intorno al 1612 e restaurata nel 1853. |
|          |         | Cappella della Santa Croce                                                | XIX secolo                                       | Cortaccia, via Botengasse 46°18′54″N 11°13′37.09″E          | Cappella cimiteriale, costruita nel 1842 e consacrata nel 1847. |
|          |         | Cappella della Santa Croce                                                | XX secolo                                        | Località Höfl presso Penone 46°18′24.7″N 11°12′06.41″E      | Edificata intorno al 1930 su iniziativa del curato Alois Kofler. |
|          |         | Cappella della Madonna, o dell'Annunciazione di Maria                     | Citata XVI secolo, edificio odierno XVII secolo  | Niclara, via Franz von Fenner 46°17′59.63″N 11°12′45.2″E    | È documentata la consacrazione di un luogo di culto a Niclara nel 1551, ma la struttura odierna è del Seicento. |
|          |         | Cappella della Madonna                                                    | XVIII secolo                                     | Presso il maso Sulz 46°17′43.07″N 11°12′05.79″E             | Fatta costruire nel 1749 dal nobile Johann Elias Prunner von Hirschprunn. |
|          |         | Cappella dei Santi Simone e Giuda                                         | XVIII secolo                                     | Corona, via Indemauer 46°19′21.47″N 11°12′55.19″E           | Cappella annessa alla canonica. |

## Comune di Cortina sulla Strada del Vino
| Esterno | Interno | Nome                  | Periodo storico | Ubicazione                                     | Informazioni |
| ------- | ------- | --------------------- | --------------- | ---------------------------------------------- | --- |
|         |         | Chiesa di San Martino | XV secolo       | Cortina, via del Vino 46°16′07.04″N 11°13′23″E | Parrocchiale. Una prima chiesa a Cortina sorse verso il 1400, venendo ricostruita già nel 1474, mantenendo l'abside; nel 1610 venne innalzato il campanile, e nel 1899 venne prolungata di due campate e rifatta la facciata in stile gotico. |

## Comune di Egna
| Esterno          | Interno | Nome                                                                        | Periodo storico                                     | Ubicazione                                                 | Informazioni |
| ---------------- | ------- | --------------------------------------------------------------------------- | --------------------------------------------------- | ---------------------------------------------------------- | --- |
|                  |         | Chiesa di San Floriano                                                      | XII secolo                                          | Località San Floriano 46°17′10.28″N 11°14′26.59″E          | Costruita nel XII secolo come parte di un ospizio per viandanti e citata per la prima volta nel 1189, è stata poi rimaneggiata diverse volte; nel 1250 circa venne aggiunto il grande presbiterio con l'absidiola semicircolare, nel 1467 venne rifatta la volta del coro, nel Cinquecento venne aperto un nuovo portale, nel 1954 venne rialzata la navata. Fu parrocchiale dal Duecento fino al 1612, quando la sede venne trasferita a Santa Geltrude di Magrè, de cui è tuttora sussidiaria.                 |
|                  |         | Chiesa dell'Immacolata                                                      | XX secolo                                           | Laghetti, via Chiesa Nuova 46°16′20.78″N 11°14′25.12″E     | Parrocchiale. Costruita nel 1941-42 e consacrata nel 1946. |
|                  |         | Chiesa di San Lorenzo, o di San Lorenzo e dei Quattordici Santi Ausiliatori | XVI secolo                                          | Laghetti, via Dante 46°16′12.35″N 11°14′20.51″E            | Antica chiesa parrocchiale e ora chiesa cimiteriale, è stata consacrata nel 1532; un restauro è avvenuto nel 1976-80. |
|                  |         | Chiesa di Santa Maria in Villa                                              | Documentata XIII secolo, edificio odierno XV secolo | Villa, via Santi Pietro e Paolo 46°19′21.91″N 11°16′48.3″E | Una chiesa sul posto è citata nel 1237, ed era sede parrocchiale prima di essere trasferita a Ora; ristrutturata entro il 1354, venne comunque ricostruita a più riprese tra il 1412 e il 1518. Abbandonata nel 1767 dopo che ripetute inondazioni ne devastarono l'interno, venne anche sconsacrata per le disposizioni giuseppine, adibita a stalla e deposito e quindi cadde in degrado. Venne recuperata nella seconda metà del Novecento, con un primo restauro nel secondo dopoguerra e un altro nel 1988. |
|                  |         | Chiesa di San Michele                                                       | Citata XIV secolo                                   | Mazzon 46°18′41.94″N 11°16′46.01″E                         | Una prima chiesa romanica sul posto è citata nel 1396, ma una cappella esisteva già probabilmente nel XII secolo, se non addirittura prima dell'anno 1000. Nel tardo Seicento (conclusione lavori 1672) venne ampliata voltando la navata a crociera e costruendo il coro, la cappella laterale e la sagrestia. |
|                  |         | Chiesa di San Nicolò                                                        | Fondata XII secolo, edificio odierno XV secolo      | Egna, via Andreas Hofer 46°18′40.85″N 11°16′09.7″E         | Parrocchiale. Un primo edificio, consacrato a san Gallo, sorse nel XII secolo ed è documentato come parrocchia nel 1183; danneggiato da una piena dell'Adige nel 1222, venne parzialmente ricostruito nel Quattrocento (volta dell'abside nel 1412, rimaneggiamento gotico della navata 1460-75); nel 1645 vennero aggiunte le navate laterali e rifatta la facciata. Il campanile è duecentesco, tranne per la parte sommitale che dovette essere ricostruita dopo un incendio del 1631.                        |
|                  |         | Chiesa dei Quattordici Santi Ausiliatori, o chiesa dei Cappuccini           | XVII secolo                                         | Egna, via Bolzano 46°18′51.51″N 11°16′23.83″E              | Chiesa del convento dei Cappuccini, costruita assieme ad esso nel 1617-20; tutto il complesso è stato restaurato tra il 1999 e il 2003. |
| Cappelle         |         |                                                                             |                                                     |                                                            | |
|                  |         | Cappella di San Leonardo                                                    | XVII secolo                                         | Presso Cauria 46°16′45.26″N 11°17′18.14″E                  | Cappella di pertinenza del maso Leitgeb, edificata nel corso del Seicento. |
| Chiese scomparse |         |                                                                             |                                                     |                                                            | |
|                  |         | Chiesa di San Gallo                                                         | Citata XIII secolo                                  | Egna, via Roma 1 46°16′45.26″N 11°17′18.14″E               | Citata nel 1202, ricostruita nel 1336-39 e poi ulteriormente rimaneggiata; era annessa all'antico ospedale di Santo Spirito e, dopo la sconsacrazione, è stata convertita in abitazione, e di essa restano solo alcuni elementi. |

## Comune di Laives
| Esterno  | Interno | Nome                                                 | Periodo storico                                 | Ubicazione                                                | Informazioni |
| -------- | ------- | ---------------------------------------------------- | ----------------------------------------------- | --------------------------------------------------------- | --- |
|          |         | Chiesa di Sant'Antonio Abate e San Nicolò            | Citata XIII secolo, edificio odierno XIX secolo | Laives, via Pietralba 46°25′35.58″N 11°20′21.05″E         | Parrocchiale. Una prima chiesa a Laives esisteva intorno al 1240-50 (epoca a cui risale il campanile), è citata per la prima volta nel 1386 ed è stata ampliata nel 1650 circa (nel 1500 secondo alcune fonti), allungando la navata. Nel 1852-53 sorse una nuova chiesa in stile storicista, reimpiegando la precedente come presbiterio e sagrestia. Tra il 2000 e il 2004 venne quindi aggiunto un grande corpo di fabbrica sul lato sinistro che contiene la nuova navata con presbiterio. |
|          |         | Chiesa del Beato Enrico da Bolzano                   | XIX secolo                                      | La Costa 46°27′29.8″N 11°21′02.61″E                       | Parrocchiale. Costruita nel 1853. |
|          |         | Chiesa di San Giacomo                                | XIII secolo                                     | San Giacomo, via Anton Thaler 46°27′26.91″N 11°20′15.48″E | Citata per la prima volta nel 1237, è stata dotata dell'abside gotica nel 1480 circa, e della volta a nido d'ape nel 1542. Nel 1904-09 venne allungata la navata, con rifacimento della facciata, ampliamento poi rimosso nel 1970-71. |
|          |         | Chiesa di San Giacomo                                | XX secolo                                       | San Giacomo, via San Giacomo 46°27′35.59″N 11°20′04.73″E  | Parrocchiale. Edificata nel 1953 per sostituire l'omonima chiesa più antica. |
|          |         | Chiesa di San Giuseppe Lavoratore                    | XX secolo                                       | Pineta, via Dolomiti 46°26′20.68″N 11°20′48.3″E           | Parrocchiale. Costruita tra il 1963 e il 1969. |
| Cappelle |         |                                                      |                                                 |                                                           | |
|          |         | Cappella di San Pietro in Monte, detta "Peterköfele" | XII-XIII secolo                                 | Monte Francesco 46°25′14.26″N 11°20′36.18″E               | Forse cappella di pertinenza dell'antico castel Lichtenstein costruita nel XII secolo, o forse edificata sui resti di un edificio preesistente riutilizzando le pietre del castello, distrutto nel 1278; nel 1480 è stata leggermente sopraelevata e dotata del campanile a vela. |
|          |         | Cappella ai caduti                                   | XX secolo                                       | Laives, via Pietralba 46°25′34.11″N 11°20′22.16″E         | Costruita nel 1956. |

## Comune di Magrè sulla Strada del Vino
| Esterno  | Interno | Nome                                                       | Periodo storico                                 | Ubicazione                                           | Informazioni |
| -------- | ------- | ---------------------------------------------------------- | ----------------------------------------------- | ---------------------------------------------------- | --- |
|          |         | Chiesa di Santa Geltrude (o Gertrude)                      | Citata XIV secolo, edificio odierno XVII secolo | Magrè, vicolo Parrocchia 46°17′09.88″N 11°12′32.01″E | Parrocchiale. Una prima cappella dedicata a santa Geltrude di Nivelles esisteva già nel Duecento, ed è menzionata per la prima volta nel 1215; citata come parrocchia nel 1343, venne ampliata nel Quattrocento, e nel Cinquecento il campanile venne rialzato. La chiesa venne ricostruita completamente nel 1691-94, così grande che dovette essere spostata sull'altro lato della strada, separandola dal campanile che venne invece mantenuto (pur rimaneggiandolo). |
|          |         | Chiesa di San Leonardo                                     | XIV secolo                                      | Favogna di Sotto 46°16′23.26″N 11°10′48.32″E         | Parrocchiale. Fu costruita forse all'inizio del Trecento ed è menzionata nel 1337; nel Quattrocento venne aggiunta la navata laterale, e nel Seicento venne rifatta la volta della principale. |
| Cappelle |         |                                                            |                                                 |                                                      | |
|          |         | Cappella di Sant'Anna                                      | XVII secolo                                     | Favogna di Sotto 46°16′13.02″N 11°10′23.1″E          | Cappella di pertinenza del maso Kellerhof (o Carli); la pala d'altare è Seicentesca. |
|          |         | Cappella di San Bartolomeo, o dei Santi Bartolomeo e Carlo | XVIII secolo                                    | Favogna di Sotto 46°16′15.79″N 11°09′56.51″E         | Incorporata in uno degli edifici del borgo di Hofstatt, ed edificata nel 1736. |
|          |         | Cappella di Lourdes                                        | XX secolo                                       | Magrè, vicolo Parrocchia 46°17′10.8″N 11°12′32.77″E  | Situata sul sagrato della parrocchiale, edificata nel 1908 per volontà del parroco Johann Steck e su progetto di Ferdinand Mugenast, restaurata nel 1970 |
|          |         | Cappella della Madonna, o di Santa Maria Assunta           | XVII secolo                                     | Magrè, via Karl Anrather 46°17′14.42″N 11°12′44.91″E | Edificata nel 1699 per volontà del banchiere viennese Franz Daniel Gaunn von Lebengang, che vi venne anche sepolto. |
|          |         | Cappella della Madonna della Neve                          | XVII secolo                                     | Località Bosco 46°16′17.52″N 11°11′38.05″E           | Costruita sul finire del Seicento, sicuramente dopo il 1663. |

## Comune di Montagna sulla Strada del Vino
| Esterno          | Interno | Nome                                           | Periodo storico                                       | Ubicazione                                                | Informazioni |
| ---------------- | ------- | ---------------------------------------------- | ----------------------------------------------------- | --------------------------------------------------------- | --- |
|                  |         | Chiesa di San Bartolomeo                       | Citata XII secolo, edificio odierno XIX secolo        | Montagna, piazza della Chiesa 46°19′50.91″N 11°18′16.35″E | Parrocchiale. Una chiesa sul posto esisteva già nel XII-XIII secolo, ed è menzionata nel 1336; essa venne ricostruita due volte, in entrambi i casi risparmiando il campanile duecentesco, prima in epoca tardogotica (1489-1501), e poi in stile storicista (1875-81).                |
|                  |         | Chiesa di Santo Stefano                        | Citata XIII secolo, edificio odierno XV-XVI secolo    | Pinzano, vicolo Gleno 46°19′12.95″N 11°17′35.64″E         | Sul posto esisteva un edificio preromanico, sostituito poi da Una chiesa romanica attestata intorno al Duecento. Nel 1410 venne rifatto il coro in stile gotico, seguito dalla navata intorno al 1500, e nel 1720 venne aggiunta la cappella laterale dedicata alla Madonna di Loreto. |
| Cappelle         |         |                                                |                                                       |                                                           | |
|                  |         | Cappella di Sant'Anna                          | XVI secolo                                            | Montagna 46°19′54.38″N 11°18′28.14″E                      | Cappella di castel d'Enna, a cui venne aggiunta entro il 1510, come parte dei rimaneggiamenti cinquecenteschi di Blasius Anich. |
|                  |         | Cappella dei Santi Cosma e Damiano             | XVII secolo                                           | Gleno 46°19′01.59″N 11°17′50.95″E                         | Costruita nel corso del Seicento. |
|                  |         | Cappella di Loreto, o di Santa Maria di Loreto | XVII secolo                                           | Doladizza 46°20′34.77″N 11°19′26.83″E                     | Cappella di pertinenza del vicino maso Rothen, costruita nel 1691-97 con le stesse misure della Santa Casa di Loreto, e consacrata nel 1702. |
|                  |         | Cappella della Madonna della Neve              | XVII secolo                                           | Casignano 46°18′13.44″N 11°18′32.97″E                     | Cappella del convento estivo dei cappuccini di Egna, costruita assieme ad esso nel 1632. |
| Chiese in rovina |         |                                                |                                                       |                                                           | |
|                  |         | Chiesa di Santa Barbara                        | Fondata VI-VII secolo, edificio odierno XI-XII secolo | Collina di Castelfeder 46°20′15.26″N 11°17′22.71″E        | Una prima cappella venne costruita nel VI-VII secolo. Quella attuale, dedicata in origine ai santi Vigilio e Lorenzo, la sostituì nel XI-XII secolo. Consacrata fino all'Ottocento, ora ne resta in piedi solo una parete.                                                             |

## Comune di Ora
| Esterno                        | Interno | Nome                                               | Periodo storico                                     | Ubicazione                                                | Informazioni |
| ------------------------------ | ------- | -------------------------------------------------- | --------------------------------------------------- | --------------------------------------------------------- | --- |
|                                |         | Chiesa di San Daniele                              | Citata XIII secolo, edificio odierno XIV-XV secolo  | Località isolata a sud di Ora 46°20′26.38″N 11°18′02.27″E | Chiesa del Kiechelberghof, maso che fu anticamente dell'abbazia di Castel Badia. Documentata dal 1290-96, venne ricostruita in stile gotico tra il Tre e il Quattrocento. |
|                                |         | Chiesa della Madonna del Rosario, o di Santa Maria | Fondata XIV secolo, edificio odierno XVII secolo    | Ora, piazza della Chiesa 46°20′46.31″N 11°18′08.29″E      | Parrocchiale. Sul posto insisteva dal Trecento (consacrazione 1310) una cappella dedicata a san Giudoco, di cui resta solo la base del campanile. Essa venne sostituita nel 1671-74 dalla chiesa attuale, che doveva rimpiazzare come parrocchiale quella di San Pietro, più volte resa inagibile dalle piene dell'Adige; la cima del campanile venne rifatta nel 1776-77. |
|                                |         | Chiesa di San Pietro                               | Documentata XII secolo, edificio odierno XVI secolo | Ora, via Nazionale 46°20′36.17″N 11°17′27.64″E            | Antica chiesa parrocchiale e ora cimiteriale. Un luogo di culto è documentato dal 1146, epoca a cui risale il fusto del campanile, la cui cuspide invece è trecentesca. Tra il 1504 e il 1526 la chiesa venne ricostruita in forme gotiche, con il protiro aggiunto nel 1604. Spesso travolta da inondazioni (tanto che si trova oggi cinque metri sotto il piano stradale), venne chiusa dal 1674 (data di costruzione della nuova parrocchiale in paese) sino al 1790, ed è stata restaurata nel 1974. |
| Cappelle                       |         |                                                    |                                                     |                                                           | |
|                                |         | Cappella di San Giovanni Nepomuceno                | XVIII-XIX secolo                                    | Ora, via della Canonica 46°20′50.26″N 11°17′53.05″E       | Cappella annessa alla canonica, edificata nel 1753 o nel 1869. |
|                                |         | Cappella della Madonna di Lourdes                  |                                                     | Ora, via Nazionale 46°20′41.76″N 11°17′33.18″E            | |
| Chiese sconsacrate o scomparse |         |                                                    |                                                     |                                                           | |
|                                |         | Cappella di San Colombano                          | XV secolo                                           | Ora, via San Colombano 3 46°20′41.4″N 11°18′11.77″E       | Cappella risalente al XV secolo inglobata in edificio civile, in seguito secolarizzata. |

## Comune di Salorno sulla Strada del Vino
| Esterno  | Interno | Nome                                                      | Periodo storico                                      | Ubicazione                                                                            | Informazioni |
| -------- | ------- | --------------------------------------------------------- | ---------------------------------------------------- | ------------------------------------------------------------------------------------- | --- |
|          |         | Chiesa di Sant'Andrea                                     | Citata XII secolo, edificio odierno XVII secolo      | Salorno, piazza Municipio 46°14′20.77″N 11°12′46.86″E                                 | Parrocchiale. Un luogo di culto romanico è citato per la prima volta nel 1147; venne ricostruito una prima volta in stile tardo romanico nel 1330, quindi in stile gotico nel Quattrocento (nel 1472 la consacrazione), e poi una terza volta tra il 1628 e il 1640, risparmiando il campanile, la cui metà superiore è ottocentesca.                                    |
|          |         | Chiesa (o cappella) di San Giovanni Nepomuceno            | XVIII secolo                                         | Salorno, via Dorna 46°14′37.17″N 11°13′38.65″E                                        | Costruita nel 1743 per volontà del conte Franz Adam von Wicka, che aveva appena acquistato un maso vicino, in sostituzione di una preesistente cappella di imprecisata antichità. |
|          |         | Chiesa di San Giuseppe                                    | XVII secolo                                          | Salorno, via Bersaglio 46°14′16.32″N 11°12′35.81″E                                    | Chiesa cimiteriale. Il camposanto circostante venne fondato, nella località di Gries, nel 1654 per ridurre il carico di quello della parrocchiale; la chiesa venne costruita al suo interno già nel 1656-58. |
|          |         | Chiesa di Santa Margherita                                | Fondata XIII secolo, edificio odierno XVI secolo     | Cauria 46°16′18.85″N 11°16′59.68″E                                                    | Sorta in origine nel Duecento (prima citazione documentale del 1276, o del 1376 secondo altre fonti), venne ricostruita completamente intorno al 1500 e la navata è stata ulteriormente prolungata nel 1913-14. |
|          |         | Chiesa di Sant'Orsola                                     | Fondata XIV secolo, edificio odierno XVII secolo     | Pochi, via Sant'Orsola 46°14′47.78″N 11°14′28.86″E                                    | Parrocchiale. Una prima chiesa romanica, di cui sopravvive il campanile e dedicata a San Paolo e alle undicimila vergini, venne eretta nel Trecento, ed è menzionata per la prima volta nel 1354; nel Quattrocento venne realizzato il coro gotico, mentre la navata attuale è una ricostruzione del 1642-46, poi ulteriormente allungata di una campata nell'Ottocento. |
| Cappelle |         |                                                           |                                                      |                                                                                       | |
|          |         | Cappella di Sant'Anna                                     | XVII secolo                                          | Mas del Santaner 46°15′08.97″N 11°15′06.64″E                                          | Annessa a un maso isolato a nord-est di Pochi, è stata edificata nel Settecento. |
|          |         | Cappella di Sant'Antonio                                  | XIX secolo                                           | Maso Purschklahof 46°15′37.93″N 11°15′27.18″E                                         | Documentata sulle carte del catasto del 1857. |
|          |         | Cappella dell'Assunzione della Beata Vergine Maria        |                                                      | Maso Pomarol 46°13′52.27″N 11°12′33.98″E                                              | |
|          |         | Cappella di San Carlo                                     | Documentata XVIII secolo                             | Sasso di Sotto 46°16′21.43″N 11°16′43.2″E                                             | Cappella incorporato nel maso Röll, attestata almeno nel 1715. |
|          |         | Cappella del Crocifisso, o capitello di Carnedo           | XVIII secolo                                         | Località isolata lungo al SS12, all'imbocco di via Molini 46°15′34.92″N 11°13′55.68″E | Documentata dal 1720, venne costruita probabilmente al posto di un antico crocifisso o capitello votivo posto sul confine tra Salorno e Laghetti. |
|          |         | Cappella di Loreto, o chiesetta di Santa Maria Lauretana  | XVIII secolo                                         | Salorno, via Loreto 46°14′20.01″N 11°12′56.67″E                                       | Costruita tra il 1719 e il 1722; all'epoca vi scorreva accanto il rio Tigia, le cui continue esondazioni (unite alle disposizioni giuseppine) la fecero chiudere e sconsacrare nel 1786. Riaperta per volontà popolare nel 1795, è stata restaurata nel 1902 e nel 1994.                                                                                                 |
|          |         | Cappella della Madonna di Lourdes                         | XIX secolo                                           | Maso Pusgler 46°15′16.44″N 11°15′03.05″E                                              | Costruita non prima del 1858. |
|          |         | Cappella della Madonna della Neve                         | Documentata XVI secolo, edificio odierno XVII secolo | Cereseto Superiore, in via Cauria 6 46°15′24.04″N 11°15′29.33″E                       | Una cappella annessa al maso Cereseto Superiore (già Oberkerschbaum) esisteva sicuramente intorno al 1550, quando venne restaurata; venne poi ulteriormente ristrutturata (se non addirittura ricostruita) tra il 1618 e il 1648, e di nuovo nel 1916, a seguito di un incendio.                                                                                         |
|          |         | Cappella della Natività della Beata Vergine Maria         | XIX secolo                                           | Maso Salomon 46°13′44.27″N 11°12′21.6″E                                               | Costruita nel 1859 e benedetta l'anno seguente. |
|          |         | Cappella (o chiesetta) del Santo Sepolcro, o del Calvario | XVIII secolo                                         | Salorno, via Cappelle 46°14′23.72″N 11°13′22.22″E                                     | Cappella terminale di una via Crucis, risalente al 1719. |
|          |         | Cappella di San Valentino                                 | XIX secolo                                           | Maso Onzerlat, in via San Valentino 5-6 46°13′47.62″N 11°12′58.05″E                   | Costruita intorno alla metà dell'Ottocento per sostituire una cappella allestita all'interno del maso. |
|          |         | Cappella della Visitazione "in der Wiese"                 | XVIII secolo                                         | Cauria 46°16′34.95″N 11°16′56.36″E                                                    | Costruita intorno al 1680. |

## Comune di Terlano
| Esterno          | Interno | Nome                                                   | Periodo storico                                         | Ubicazione                                                          | Informazioni |
| ---------------- | ------- | ------------------------------------------------------ | ------------------------------------------------------- | ------------------------------------------------------------------- | --- |
|                  |         | Chiesa dell'Assunta, o di Santa Maria Assunta          | Documentata XIII secolo, edificio odierno XV-XVI secolo | Terlano, via Chiesa 1 46°31′46.62″N 11°14′55.38″E                   | Parrocchiale. Una chiesa romanica esisteva già nel XII secolo ed è citata nel 1204; nel Duecento venne eretto il campanile (il più piccolo dei due oggi presenti), poi ristrutturato nel Trecento. La struttura venne ricostruita in stile gotico e affrescata tra la seconda metà del Trecento e l'inizio del Quattrocento. Nel 1530 circa venne costruito il secondo campanile, che s'inclinò nel corso dei secoli fino a che non fu necessario smantellarlo nel 1884 e quindi ricomporlo fedelmente nel 1891-93. Nel frattempo, nel 1822-24 il piano pavimentale esterno si era alzato tanto che il pavimento della chiesa venne sopraelevato di 75 cm, per poi essere riportato al livello originale nel 1966. |
|                  |         | Chiesa di San Giuseppe                                 | XVII secolo                                             | Vilpiano, via Paese 46°33′33.12″N 11°13′25.27″E                     | Vecchia parrocchiale del paese, eretta in stile barocco nel 1639, ampliata nel 1845 e dotata di campanile nel 1865. |
|                  |         | Chiesa di San Giuseppe                                 | XX secolo                                               | Vilpiano, via Paese 46°33′33.58″N 11°13′24.31″E                     | Parrocchiale. Già a inizio Novecento la vecchia chiesa di Vilpiano era considerata troppo piccola per le esigenze della popolazione, ma essa venne costruita soltanto nel 1949-55, seguita dal campanile nel 1996. |
|                  |         | Chiesa dell'Immacolata Concezione, detta "Gratlkirche" | XVIII secolo                                            | Novale di Sotto, via Principale 46°32′12.58″N 11°14′30.36″E         | Chiesa di pertinenza del maso Gratlhof, risalente al 1720-21. |
|                  |         | Chiesa del Santissimo Cuore di Gesù                    | XX secolo                                               | Settequerce, via padre Romedius 5 46°30′37.88″N 11°16′30.63″E       | Parrocchiale. Costruita nel 1912-13 e restaurata nel 1986. |
| Cappelle         |         |                                                        |                                                         |                                                                     | |
|                  |         | Cappella (o chiesa) di Sant'Antonio                    | XVII secolo                                             | Settequerce, via padre Romedius 46°30′42.6″N 11°16′34.11″E          | Cappella di pertinenza delle proprietà dell'Ordine teutonico, costruita a fine Seicento (a seconda delle fonti, 1690-03, 1698-99, oppure 1699-1702). |
|                  |         | Cappella di San Giovanni Nepomuceno                    | XVIII secolo                                            | Winkl, via Chiesa 46°32′09.82″N 11°15′10.84″E                       | Cappella della residenza Liebeneich, consacrata nel 1735. |
|                  |         | Cappella di San Michele                                | XV secolo                                               | Terlano, via Chiesa 46°31′47.14″N 11°14′54.45″E                     | Cappella cimiteriale, già gentilizia della famiglia Niederthor; venne edificata nel 1400 circa. |
|                  |         | Cappella dei Re Magi                                   | XVIII secolo                                            | Novale di Sopra 46°32′12.38″N 11°15′05.08″E                         | Cappella del maso Gschnofer, costruita da Melchior Eberschlager intorno al 1700. |
| Chiese in rovina |         |                                                        |                                                         |                                                                     | |
|                  |         | Chiesa di Santa Margherita                             | Citata XIV secolo                                       | Posizione isolata a est di Chiusa 46°31′10.8″N 11°15′54.62″E        | Menzionata nel 1319 e nel 1322, venne ricostruita nel periodo gotico e poi ancora con l'avvento del barocco. Venne chiusa nel 1786 per le disposizioni giuseppine, andando quindi in rovina; i ruderi sono stati ripristinati e consolidati nel 1996. |
|                  |         | Chiesa di San Pietro                                   | Citata XIV secolo                                       | Posizione isolata a nord-est di Terlano 46°32′19.42″N 11°15′26.45″E | Citata per la prima volta nel 1323. |

## Comune di Termeno sulla Strada del Vino
| Esterno  | Interno | Nome                                | Periodo storico                                     | Ubicazione                                                         | Informazioni |
| -------- | ------- | ----------------------------------- | --------------------------------------------------- | ------------------------------------------------------------------ | --- |
|          |         | Chiesa di Sant'Anna                 | XXI secolo                                          | Termeno, via Schneckenthaler 27 46°20′40.04″N 11°14′30.07″E        | Chiesa della nuova casa di riposo Sant'Anna, costruita insieme a tutto il complesso nel 2001-04. |
|          |         | Chiesa di San Giacomo a Kastelaz    | XI-XII secolo                                       | Termeno, via Schneckenthaler 46°20′40.04″N 11°14′30.07″E           | Costruita forse nell'XI-XII secolo, è citata per la prima volta nel 1214. Tra il 1270 e l'inizio del Trecento venne eretto il campanile e intorno al 1440 venne aggiunta la navata laterale, per finire con la costruzione della sagrestia e l'apertura del portale laterale nel corso del Cinquecento. |
|          |         | Chiesa di San Giuseppe              | XX secolo                                           | Ronchi, via Ronchi 46°19′45.66″N 11°14′07.4″E                      | Costruita nel 1901-02, con il completamento della guglia del campanile nel 1908. |
|          |         | Chiesa di San Maurizio              | Fondata XIII secolo, edificio odierno XIV-XV secolo | Sella 46°21′35.01″N 11°14′30.66″E                                  | Fondata nel Duecento e citata nel 1260, venne in parte ricostruita intorno al 1360 (rifacimento dell'abside e rialzamento di navata e campanile), e poi ancora verso il 1470 (aggiunta della navata meridionale e rifacimento del tetto). |
|          |         | Chiesa dei Santi Quirico e Giulitta | Fondata IX secolo, edificio odierno XIV-XX secolo   | Termeno, via Hans Feur 46°20′30.67″N 11°14′25.26″E                 | Parrocchiale. Una prima cappella sul posto venne costruita intorno all'anno 850, mentre a inizio Duecento sorse una chiesa romanica; la prima citazione è nella lettera di San Vigilio del 1191. A fine Trecento venne rifatto il coro, e il campanile, cominciato nel 1430 circa, venne terminato solo nel 1492; la navata romanica sopravvisse fino al 1910-11, quando venne a sua volta sostituita da tre navate goticizzanti. |
|          |         | Chiesa di San Valentino             | Fondata XIII secolo, edificio odierno XV secolo     | Termeno, strada del Vino 46°19′55.81″N 11°14′18.2″E                | Chiesa cimiteriale, citata per la prima volta nel 1276 e in gran parte ricostruita nella seconda metà del Trecento, e a fine Quattrocento venne aggiunta la sagrestia e rifatta la cuspide del campanile. Il camposanto la circonda soltanto a partire dal 1787. |
| Cappelle |         |                                     |                                                     |                                                                    | |
|          |         |                                     |                                                     | Termeno, via Schneckenthaler 13 46°20′26.58″N 11°14′17.79″E        | Cappella neogotica di pertinenza di vecchio ospedale. |
|          |         |                                     | Documentata XIX secolo                              | Lungo la strada tra Ronchi e Cortaccia 46°19′30.18″N 11°14′01.32″E | Sicuramente esistente alla fine dell'Ottocento, periodo a cui risalgono gli affreschi della volta. |

## Comune di Trodena nel Parco Naturale
| Esterno  | Interno | Nome                             | Periodo storico                                    | Ubicazione                                                         | Informazioni |
| -------- | ------- | -------------------------------- | -------------------------------------------------- | ------------------------------------------------------------------ | --- |
|          |         | Chiesa di San Biagio             | Fondata XI-XII secolo, edificio odierno XVI secolo | Trodena, piazza Chiesa S. Biagio 46°19′16.98″N 11°20′59.05″E       | Parrocchiale. Una prima chiesa, dotata di cimitero, sorse nell'XI-XII secolo; a questa struttura risale ancora la base del campanile. Ampliata in stile gotico nel Quattrocento, venne ulteriormente rimaneggiata verso il 1510, assumendo l'aspetto attuale (tranne per il protiro, aggiunto nel 1767). |
|          |         | Chiesa di San Giuseppe           | XX secolo                                          | Fontanefredde, via Josef Mayr-Nusser 4 46°19′50.18″N 11°22′24.27″E | Costruita nel 1939; nel 1999 è stata aggiunta la cappella laterale, con funzione cimiteriale. |
|          |         | Chiesa di San Lucano (o Lugano)  | Citata XIII secolo, edificio odierno XVI secolo    | San Lugano, via Val di Fiemme 46°18′39.21″N 11°23′43.26″E          | Parrocchiale. Fondata nel Duecento, viene citata per la prima volta nel 1225; a quest'epoca risale il campanile. Venne ricostruita nel Trecento, e poi nuovamente entro il 1519 perché ritenuta troppo piccola (consacrazione nel 1532); nel Seicento è stata aggiunta la sagrestia.                     |
| Cappelle |         |                                  |                                                    |                                                                    | |
|          |         | Cappella (o chiesa) dell'Assunta | XVIII secolo                                       | Pausa 46°19′16.7″N 11°21′00.1″E                                    | Cappella del maso di Pausa, originariamente dedicata ai santi Pietro e Paolo, edificata nel 1745. |
|          |         | Cappella cimiteriale             | XVI secolo                                         | Trodena, piazza Chiesa S. Biagio 46°19′16.7″N 11°21′00.1″E         | Cappella cimiteriale, costruita nel Cinquecento. |

## Comune di Vadena
| Esterno                        | Interno | Nome                                              | Periodo storico                                     | Ubicazione                                                 | Informazioni |
| ------------------------------ | ------- | ------------------------------------------------- | --------------------------------------------------- | ---------------------------------------------------------- | --- |
|                                |         | Chiesa di Santa Maria Maddalena                   | Documentata XVI secolo, edificio odierno XIX secolo | Vadena, località Vadena Centro 46°24′53.71″N 11°18′19.03″E | Parrocchiale. Nacque come cappella di palazzo Ferrari (il "castello di Vadena"), forse in origine intitolata a san Giacomo e poi ridedicata a santa Maria di Loreto nel 1507 (la prima nella regione). Essa subì un primo ampliamento nel 1796, quando divenne sede parrocchiale soppiantando la chiesa di Birti, per poi essere sostanzialmente ricostruita nel 1840, anno in cui venne infine reintitolata a santa Maria Maddalena. |
| Chiese sconsacrate o scomparse |         |                                                   |                                                     |                                                            | |
|                                |         | Chiesa di Santa Maria Maddalena, o di San Giacomo | XIII secolo                                         | Birti, via Birti 46°24′24.31″N 11°17′55.18″E               | Chiesa di epoca duecentesca, citata per la prima volta nel 1337. Le ripetute alluvioni dell'Adige la mandarono in rovina già nel Seicento, e venne infine demolita nel 1796 risparmiando solo il campanile. |
|                                |         |                                                   |                                                     | Piccolongo 46°21′43.24″N 11°17′16.65″E                     | |